# Средне-Крушниковский
Средне-Крушнико́вский (бел. Сярэдні Крушніко́ўскі) — посёлок в составе Черноборского сельсовета Быховского района Могилёвской области Республики Беларусь.

## Население
- 2010 год — 5 человек